# Chol ha-mo'ed
Chol ha-mo'ed (hebrejsky חול המועד‎, „polosvátek“, dosl. „všední (den svátečního) období“) je období mezi prvním a posledním dnem židovských svátků Pesach a Sukot.

## Původ a trvání
Sváteční období poutních svátků Pesach a Sukot trvá celý týden (Pesach v diaspoře osm dní). Za skutečné sváteční dny, o nichž platí změny v liturgii a zákaz práce, je ale považován jen první den celého období (v diaspoře první dva dny) a na Pesach také poslední den, resp. dva dny. Dny v mezidobí tak mají zvláštní status – na jedné je podstatně omezen rozsah zákazu práce, na druhé straně jsou součástí celého svátečního období a vztahují se na ně některé povinnosti, které jsou platné pro celý svátek. Kvůli tomu byly označeny jako חול (chol, všední den) המועד (ha-mo'ed, svátku, svátečního období)
Na Pesach trvá chol ha-mo'ed pět dnů (mimo Izrael čtyři) a na Sukot šest dnů (mimo Izrael pět). Práce je v těchto dnech většinou omezena, např. v Izraeli má většina obchodů a služeb během chol ha-mo'ed zavřeno úplně nebo jsou otevřeny pouze během dopoledne.[zdroj?] Ušetřený čas je takto využíván k výletům a náboženským poutím, nejčastěji do Jeruzaléma nebo na další poutní místa Izraele (Hebron, Tiberias).

## Liturgie
Na chol ha-mo'ed platí určité změny v liturgii. Recituje se přídavná modlitba musaf a během ranní modlitby šacharit probíhá čtení z Tóry, ke kterému jsou vyvoláni čtyři lidé. Dále se recituje Halel (soubor žalmů 113–118, na Pesach se recituje jeho zkrácená varianta nazvaná Poloviční halel). Během chol ha-mo'ed neplatí nařízení ohledně truchlících, jejich smutek je přerušen a nerecitují se některé kajícné modlitby. V některých komunitách platí zvyk, že se během chol ha-mo'ed nenavazují tfilin, v některých komunitách muži tfilin navazují, ale sundavají je před modlitbou musaf.